# William Dennison

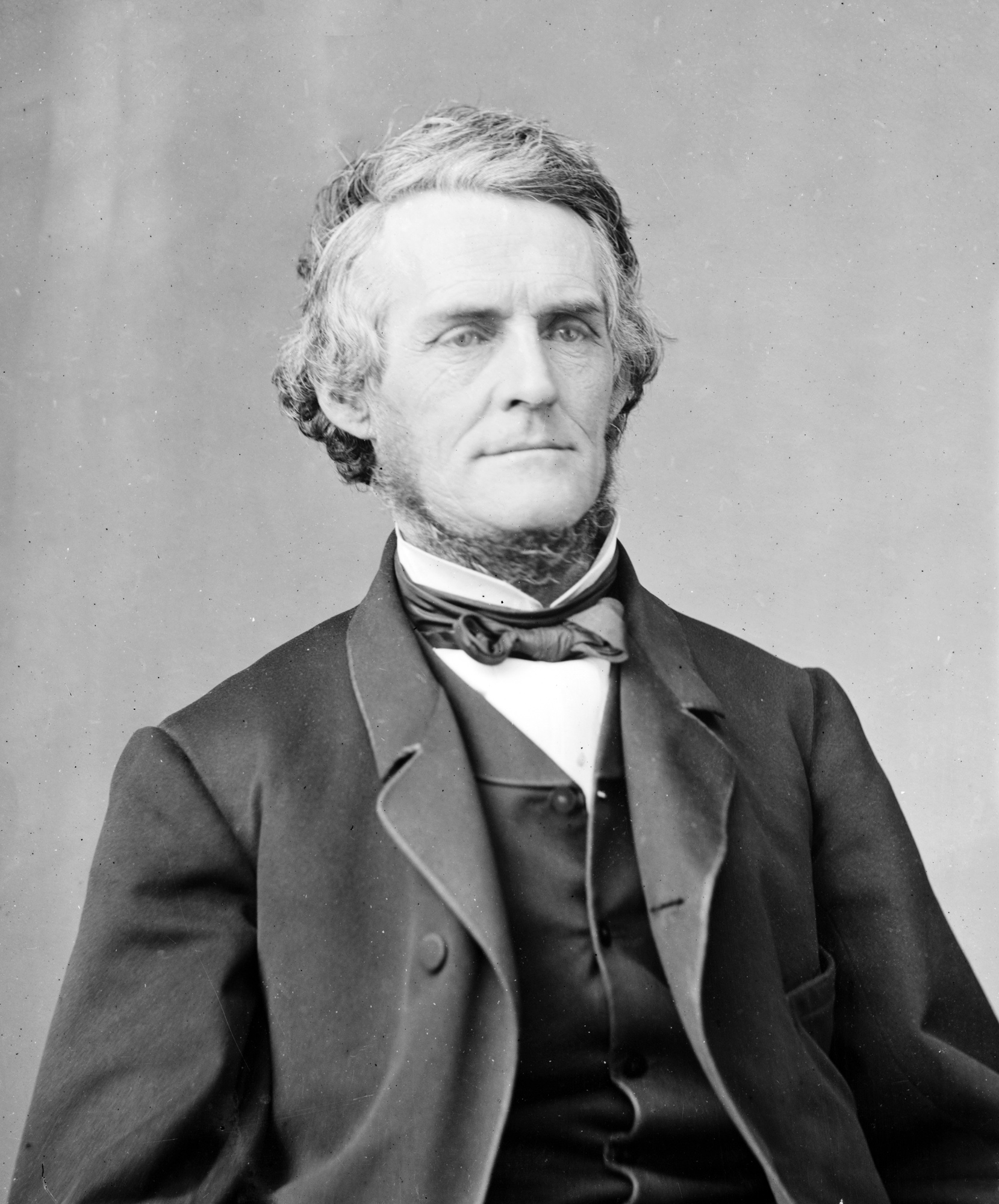
William Dennison

William Dennison, Jr., född 23 november 1815 i Cincinnati, Ohio, död 15 juni 1882 i Columbus, Ohio, var en amerikansk politiker. Han var den 24:e guvernören i delstaten Ohio 1860-1862 och USA:s postminister 1864-1866.
Dennison utexaminerades 1835 från Miami University i Oxford, Ohio. Han studerade därefter juridik och inledde 1840 sin karriär som advokat i Ohio. Han gifte sig 1840 med Anne Eliza Neil som var dotter till en förmögen affärsman. Paret fick sju barn.
Dennison inledde sin politiska karriär som whig men bytte sedan parti till republikanerna. Han besegrade demokraten Rufus P. Ranney i guvernörsvalet i Ohio 1859.
Dennison organiserade mobiliseringen i Ohio under de första dagarna av amerikanska inbördeskriget. Han efterträddes 1862 som guvernör av David Tod. USA:s postminister Montgomery Blair avgick 1864 och Abraham Lincoln utnämnde Dennison till ny postminister. Lincoln mördades 1865 och efterträddes som USA:s president av Andrew Johnson. Dennison avgick 1866 när han ansåg att han inte längre kunde stödja Johnsons politik.
District of Columbia hade styrts mellan 1871 och 1874 som ett territorium av en guvernör. Ämbetet avskaffades 1874 och ersattes av en kommission (Board of Commissioners for the District of Columbia). Dennison utsågs till kommissionens ordförande på tillfällig basis. Kommissionen blev permanent år 1878 och Dennison efterträddes av Seth Ledyard Phelps. Kommissionsordförandens ämbete avskaffades först 1975 och ersattes med en folkvald borgmästare i Washington, D.C.
Dennisons grav finns på Green Lawn Cemetery i Columbus.